# Joint Base Elmendorf–Richardson
Die Joint Base Elmendorf-Richardson (deutsch: Vereinte Basis Elmendorf-Richardson; kurz: JBER) ist eine kombinierte Militärbasis  zweier Teilstreitkräfte der Vereinigten Staaten nördlich von Anchorage im Bundesstaat Alaska.

## Geschichte
Der Militärstützpunkt entstand im Jahr 2010 durch Zusammenlegung des Luftwaffenstützpunkts Elmendorf Air Force Base mit dem Heeresstützpunkt Fort Richardson.
Am 15. August 2025 trafen sich US-Präsident Donald Trump und der russische Staatspräsident Wladimir Putin auf der Joint Base Elmendorf-Richardson zu Verhandlungen über die Beendigung des Russisch-Ukrainischen Krieges.